# Pigro
Pigro è il sesto album di Ivan Graziani, pubblicato nel 1978 dall'etichetta discografica Numero Uno. 
È considerato la massima vetta raggiunta dal cantautore abruzzese o il primo di «una trilogia di lavori di elevato livello». Contiene otto storie di vite spezzate dalla pigrizia mentale e dall'indolenza, come nei brani Pigro, Monna Lisa, Paolina e Gabriele D'Annunzio. 
La copertina dell'album (opera di Mario Convertino), che ritrae un maiale con i tipici occhiali a montatura rossa indossati da Graziani, vinse il premio di copertina dell'anno.
L'album è presente nella classifica dei 100 dischi italiani più belli di sempre secondo Rolling Stone Italia alla posizione numero 61.
Fu registrato nello studio "Il Mulino" ad Anzano del Parco (CO) di proprietà di Mogol e mixato agli Stone Castle Studios di Carimate.

## Tracce

### Lato A
1. Monna Lisa - 4:52
2. Sabbia del deserto - 4:08
3. Paolina - 4:10
4. Fango - 5:04

### Lato B
1. Pigro - 2:25
2. Al festival slow folk di b-milano - 5:01
3. Gabriele D'Annunzio - 4:27
4. Scappo di casa - 4:50

## Formazione
- Ivan Graziani – voce, chitarra
- Walter Calloni – batteria
- Claudio Maioli – tastiera
- Hugh Bullen – basso
- Claudio Pascoli – sax